# Incoronazione Marsuppini
L'Incoronazione Marsuppini (Incoronazione della Vergine con angeli e santi) è un'opera tempera su tavola di Filippo Lippi, realizzata dopo il 1444 e conservata nella Pinacoteca vaticana a Roma. È composta di tre pannelli: quello centrale misura 172x93 cm e quelli laterali 167x79 cm.

## Storia
Secondo l'ipotesi più accreditata (ma non supportata da documenti definitivi), la pala sarebbe stata commissionata dal cancelliere della Repubblica di Firenze Carlo Marsuppini, per destinarla alla cappella di San Bernardo nella chiesa del convento delle Olivetane ad Arezzo. L'occasione fu la morte del padre Gregorio, che era spirato nel 1444 e che sarebbe rappresentato come donatore nello scomparto destro (e in quello sinistro il figlio Carlo), per cui la pala viene in genere datata a un periodo di poco posteriore, intorno al 1445. Alcuni arrivano a datarla però anche fino al 1460.
La tavola rimase ad Arezzo fino alle soppressioni leopoldine del 1785, quando venne divisa il tre scomparti e fu acquistata da privati. In seguito fu messa in vendita e comprata da papa Gregorio XVI.

## Descrizione e stile
La datazione menzionata, alla metà del quinto decennio, sembra confermata dalla vicinanza stilistica con l’Incoronazione Maringhi, per la chiesa fiorentina di Sant’Ambrogio, documentata tra 1439 e 1447. La tavola ha uno stile sobrio e apparentemente arcaizzante, vicino allo stile dell'Angelico, che ha in passato causato anche dei dubbi attributivi, oggi quasi completamente sciolti, si spiega con le idee estetiche degli olivetani di ispirazione bernardina.
La pala è divisa in tre scomparti, apparentemente come un trittico più antico, ma in realtà, all'interno le scene sono costruite con un'avanzata cultura prospettica. Nella scena centrale, al di sopra di un alto podio con gradini e incorniciata da una nicchia a valva di conchiglia, avviene la scena dell'incoronazione, con la Vergine inginocchiata ai piedi di Cristo mentre le porge la corona sulla testa. Ai due lati si trovano le composizioni simmetriche di tre angeli musicanti in cima ai gradini e due santi in piedi in primo piano. I santi sono tutti legati all'ordine monastico e presentano Gregorio Marsuppini e suo figlio Carlo (il committente dell'opera) inginocchiati.
Nelle figure degli angeli musicanti viene individuata la mano di un aiuto che potrebbe essere o Fra Carnevale o il Maestro della Natività di Castello o Bartolomeo di Giovanni Corradini, menzionato come discepolo del Lippi tra la fine del 1445 e i primi del 1446.